# 陶巴特

陶巴特（葡萄牙語：Taubaté）是巴西圣保罗州的一个城市，位于圣保罗与里约热内卢之间。该市总面积625.9平方公里，总人口273,426(2010)，人口密度436,8/km2 。陶巴特是巴西的一个工业中心。

## 体育
- 陶巴特EC队

## 姐妹城市
- 日本米泽市